# HATS-45
HATS-45 — одиночная звезда в созвездии Большого Пса на расстоянии приблизительно 2575 световых лет (около 790 парсек) от Солнца. Видимая звёздная величина звезды — +13,307m. Возраст звезды оценивается как около 1,52 млрд лет.
Вокруг звезды обращается, как минимум, одна планета.

## Характеристики
HATS-45 — жёлто-белая звезда спектрального класса F5V. Масса — около 1,272 солнечной, радиус — около 1,25 солнечного, светимость — около 2,305 солнечных. Эффективная температура — около 6237 К.

## Планетная система
В 2017 году командой астрономов, работающих в рамках обзора HATSouth, было объявлено об открытии планеты HATS-45 b.